# Mandl

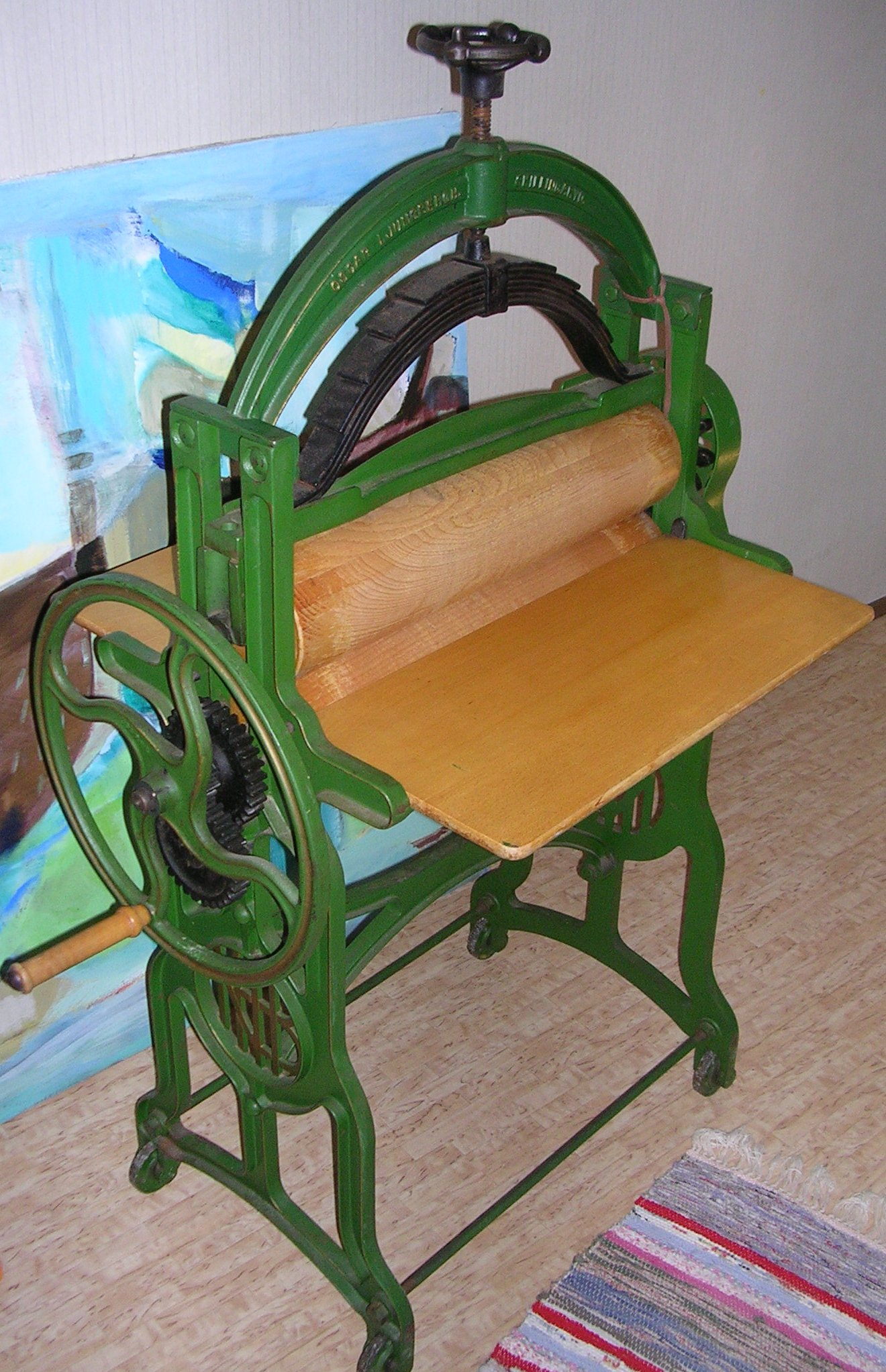
Domácí mandl z roku 1934

Mandl nebo žehlicí stroj je mechanický prádelní stroj na žehlení.

## Popis
Průmyslová varianta mandlu pracuje na principu jednoho či více vyhřívaných paralelních válců. Používá se především pro hromadné žehlení větších kusů bílého ložního prádla, například prádla nemocničního apod. V případě ručně poháněného stroje se může jednat také o stroj, který kromě žehlení prádla vytlačuje tlakem vodu z tkaniny (tedy o funkci mechanického ždímání). Činnost prováděná pomocí mandlu se nazývá mandlování nebo strojní žehlení.
Existuje i varianta mandlů pro malé provozy a domácnosti, která využívá znalostí techniky mandlování. Tyto mandly jsou určeny pro snadné žehlení domácího prádla, mezi které patří kalhoty, trička, košile, ubrusy, odolné látky, nejjemnější tkaniny či delikátní límečky. Mandly pro domácnost se vyznačují snadným a pohodlným žehlením, možností skladovat. Žehlení s podobným typem mandlu je také rychlejší ve srovnání se žehlením prováděným běžnou žehličkou. Nejznámějšími značkami těchto typů mandlů jsou mandly Pfaff, Miele, Ironnette.
Mandlem bývaly v Československu v éře výstavby panelových sídlišť (od 60. let 20. století) často vybaveny společné nebytové prostory panelových domů.